# برايان ماكراي
برايان ماكراي (بالإنجليزية: Brian McRae)‏ هو لاعب كرة قاعدة أمريكي، ولد في 27 أغسطس 1967 في برادنتون في الولايات المتحدة.

## وصلات خارجية
- برايان ماكراي على موقعبيزبول رفرنس.كوم (الدوري الرئيسي) (الإنجليزية)